# Eduardo Otero (actor)
Eduardo Otero fue un actor nacido en Argentina que trabajó en el cine de su país principalmente en la década de 1940.
Había estudiado en el Teatro Infantil Labardén y fue elegido por Carlos Borcosque a los 6 años para actuar en ...Y mañana serán hombres y, entre otros filmes, trabajó también con el mismo director en Nosotros, los muchachos (1940) y 24 horas en la vida de una mujer (1944).
En teatro se recuerda su participación en El hombre, la bestia y la virtud de Luigi Pirandello en el Teatro Smart acompañando a Luis Arata, Benita Puértolas y Antonia Herrero. 

## Filmografía
Actor
- Crisol de hombres   … (1954)
- Fúlmine   … (1949)
- Albéniz   … (1947)
- 24 horas en la vida de una mujer   … (1944)
- Cruza   … (1942)
- Juguetes modernos (inédita)  … (1941)
- La vida del gran Sarmiento (1941)
- Huella   … (1940)
- Nosotros, los muchachos   … (1940)
- Un señor mucamo   … (1940)
- ...Y mañana serán hombres  … (1939)